# Tamás Sulyok
Tamás Sulyok [Támaš Šújok], madžarski pravnik in politik; * 24. marec 1956, Kiskunfélegyháza.
Sulyok je od leta 2024 predsednik Madžarske. Pred tem je bil predsednik madžarskega ustavnega sodišča.

## Življenjepis
Sulyok je bil leta 2014 imenovan za sodnika madžarskega ustavnega sodišča, leta 2016 pa je postal njegov vodja. Med svojim mandatom je nadzoroval več kontroverznih sodb, kot so tiste, ki so vključevale pravice učiteljev do stavke.
Februarja 2024 je postal kandidat stranke Fidesz za predsednika Madžarske po odstopu Katalin Novak zaradi razburjenja zaradi njene pomilostitve sodelavca v primeru spolne zlorabe. Državni zbor je njegovo imenovanje potrdil z dvotretjinsko večino (134 za in pet proti) 26. februarja, pri čemer sta ga podprla Fidesz in njegova koalicijska partnerica Krščansko-demokratska ljudska stranka, nato pa je zaprisegel. Funkcijo je prevzel kasneje, 5. marca 2024. Opozicijske stranke so bile do njegovega imenovanja kritične in Sulyoka označile za politično neizkušenega, zato so 25. februarja v Budimpešti organizirale shod, na katerem so pozvale k neposrednim predsedniškim volitvam.
Sulyok je v svojem inavguracijskem nagovoru izrazil namero, da bo sledil črki zakona in se bo vzdržal vključevanja v madžarsko politično življenje. Obsodil je tudi sankcije in postopke, ki jih je Evropska unija sprožila proti Madžarski zaradi pomislekov glede pravne države in demokratičnega upravljanja, in dejal, da se "pravilno definiran koncept pravne države v današnjem času izgublja, spreminja iz ideala v idola Evropo kot del povsem utilitarističnega političnega pristopa« in poudarjanje, da morajo države članice EU ohraniti svojo zakonito nacionalno suverenost.
Ob nastopu funkcije je bilo njegovo prvo predsedniško dejanje podpis zakona o odobritvi pristopa Švedske k zvezi NATO.